# Walter Dittmar
Walter Dittmar (* 16. Februar 1902 in Berlin; † 4. Dezember 1980 in Ost-Berlin) war ein deutscher kommunistischer Gewerkschaftsfunktionär und Widerstandskämpfer.

## Leben
Dittmar wuchs in Berlin-Kreuzberg auf. Er besuchte von 1908 bis 1916 die Volksschule und begann eine Lehre als Dreher, die er 1920 beendete. Um sich weiterzuqualifizieren, besuchte Dittmar zugleich eine Fachschule. Während der Novemberrevolution trat Dittmar dem Deutschen Metallarbeiter-Verband (DMV) bei, für den er Funktionen auf betrieblicher Ebene übernahm. Mitte der 1920er-Jahre war Dittmar zeitweise in der Union der Hand- und Kopfarbeiter organisiert. 1926 organisierte sich Dittmar in der KPD.
Zum Ende der Weimarer Republik wandte sich Dittmar der Politik der Revolutionären Gewerkschafts-Opposition (RGO) zu, mit der er insbesondere 1930 in seiner Funktion als „roter Betriebsrat“ in den Kämper-Werken gegen den DMV agitierte. Im Zuge der Gründung des Einheitsverbandes der Metallarbeiter Berlins (EVMB) Anfang November 1930 übernahm Dittmar die Leitung des Verbandsbezirks in Süd-Berlin (insbesondere für Marienfelde, Mariendorf und Tempelhof). Nachdem er Ende 1931 in dieser Funktion von Wilhelm Haase abgelöst worden war, übernahm Dittmar 1932 die Bezirksleitung des EVMB in Berlin-Schöneweide. Aufgrund seiner Aktivitäten für den radikalen Verband und aufgrund der Weltwirtschaftskrise verlor Dittmar bereits 1931 seinen Arbeitsplatz. Ende 1932 fand er wieder eine neue Arbeitsstelle, die er jedoch nur wenige Wochen später erneut aus politischen Gründen verlor.
Nach der Machtergreifung der Nationalsozialisten beteiligte sich Dittmar an illegalen Bestrebungen, die Aktivitäten des EVMB aufrechtzuerhalten. Wegen der Verteilung von Flugblättern des EVMB nahm ihn die Gestapo in Haft, aus der er Ende Oktober 1933 wieder entlassen wurde. Später versuchte Dittmar erneut, illegale Betriebsgruppen des EVMB aufzubauen. Dabei arbeitete er eng mit Ewald Degen zusammen. Ende Juni 1934 wurde Dittmar in Untersuchungshaft genommen. Das Berliner Kammergericht verurteilte Dittmar am 2. November 1934 wegen illegaler Gewerkschaftsarbeit und „Vorbereitung zum Hochverrat“ zu zwei Jahren und drei Monaten Haft. Die Zeit der Inhaftierung verbüßte er vom 7. November 1934 bis zum 2. Oktober 1936 im Zuchthaus Luckau. Auch nach seiner Haftentlassung soll sich Dittmar weiterhin in Berliner Metallbetrieben im Widerstand gegen das NS-Regime engagiert haben.
Obwohl Dittmar zunächst mehrfach aus politischen Gründen vom Kriegsdienst ausgeschlossen wurde, zog ihn die Wehrmacht schließlich im November 1942 doch ein. Zum Kriegsende kam Dittmar in sowjetische Kriegsgefangenschaft, in der er ab Ende 1945 unter deutschen Kriegsgefangenen als Lehrer einer Antifa-Schule eingesetzt wurde. 
Einige Zeit später, im Jahr 1947, ging Dittmar zurück nach Berlin und beteiligte sich am Wiederaufbau in Ost-Berlin. Ende 1947 trat er in den Freien Deutschen Gewerkschaftsbund (FDGB) und die SED ein. In der Industriegruppe Metall übernahm Dittmar eine Reihe Funktionen. Zeitweise gehörte er deren Zentralvorstand an. Ab Anfang der 1950er-Jahre war Dittmar im Ministerium für Staatssicherheit (MfS) der DDR im Rang eines Offiziers beschäftigt. Bis 1962 war er beim MfS hauptamtlich angestellt.